# Konesjärvi (sjö, lat 68,92, long 26,82)
Konesjärvi är en sjö i Finland. Den ligger i kommunen Enare i landskapet Lappland, i den norra delen av landet, 1 000 km norr om huvudstaden Helsingfors. Konesjärvi ligger 153,5 meter över havet. Arean är 1,79 kvadratkilometer och strandlinjen är 10 kilometer lång. Sjön  ingår i Pasvik älvs huvudavrinningsområde. 